# Садыхова, Суджаят Абдулла кызы
Суджаят Абдулла кызы Садыхова (азерб. Sücayət Abdulla qızı Sadıqova; 5 августа 1925, Шамхор — ?) — советский азербайджанский виноградарь, Герой Социалистического Труда (1950).

## Биография
Родилась 5 августа 1925 года в селе Шамхор Гянджинского уезда Азербайджанской ССР (ныне город Шамкир Шамкирского района).
В 1942—1971 годах — колхозница, звеньевая колхоза имени К. Цеткин, трудилась в Управлении общественными работами Шамхорского района и Ханларском пчеловодческом совхозе. В 1949 году получила урожай винограда 181,6 центнеров с гектара на площади 3 гектара.
Указом Президиума Верховного Совета СССР от 8 августа 1950 года за получение высоких урожаев винограда в 1949 году Садыховой Суджаят Абдулла кызы присвоено звание Героя Социалистического Труда с вручением ордена Ленина и золотой медали «Серп и Молот».
С 1980 года — пенсионер союзного значения.